# Bakassi
Bakassi is een schiereiland, gelegen in de olierijke Golf van Guinee, ingeklemd tussen de landen Kameroen en Nigeria. Al tientallen jaren maakten de twee landen ruzie om dit schiereiland vanwege de vis en olie (zo'n 10% van de wereldproductie) rijkdommen in en rondom het eiland. In 1981 en in 1990 leidde dit tot een aantal oorlogen. Pas in 1994 legde Kameroen de zaak voor aan het Internationaal Gerechtshof in Den Haag. In 2002 bepaalde deze, op grond van een verdrag in 1913, dat het eiland naar Kameroen moest. Nigeria wist echter nog vier jaar tijdwinst te boeken. Pas onder druk van het VN-hoofd Kofi Annan kreeg Nigeria, na 13 juni 2006, 60 dagen de tijd om het eiland over te dragen aan Kameroen. Ondertussen zijn er nu ook burgers die onafhankelijkheid wensen. Zij hebben, onder leiding van het interim-staatshoofd Tony Ene, de democratische Republiek van Bakassi uitgeroepen. Inmiddels is het gebied overgedragen aan Kameroen.

## Geschiedenis
Het eiland Bakassi behoorde eens tot het koninkrijk Calabar. Dit bleef zo totdat koning Obong in 1894 op 10 september een verdrag tekende met Engeland. Engeland wilde destijds niet dat het eiland in Duitse handen viel, Kameroen was destijds een Duitse kolonie. Omdat er nu een vage grens ontstond, besloten Duitsland en Engeland de grenzen opnieuw vast te leggen. Vanaf 15 november 1893 volgde er een reeks concessies die pas eindigden op 12 april 1913. Het verdrag hield in dat Bakassi onder de Duitse koloniale grens viel, maar dat de Engelse aanwezigheid gehandhaafd mag worden. Engeland wilde zo haar zeelaan veilig stellen, terwijl Duitsland op deze manier een uitstekende handelspositie verkreeg. Na het aanbreken van de Eerste Wereldoorlog veranderde de situatie weer. De Duitsers werden uit Afrika verdreven, Kameroen werd nu Frans en Bakassi werd nu officieel in het Britse rijk ingelijfd. Dit bleef zo tot aan 1 november 1960 toen Kameroen onafhankelijk werd. Eén maand later werd ook Nigeria onafhankelijk. Hier ontstonden de problemen weer: Kameroen dacht dat de Britten Bakassi automatisch aan hen zouden overhandigen, want men ging weer uit van de situatie van 1913.

## Plaatsen op Bakassi
- Kombo
- Idabato